# Gangni
Gangni (en bengali : গাংনি) est une upazila du Bangladesh dans le district de Meherpur. En 1991, on y dénombrait 229 138 habitants.